# Guimaëc
Guimaëc település Franciaországban, Finistère megyében. Lakosainak száma 966 fő (2022. január 1.). Guimaëc Plestin-les-Grèves, Lanmeur, Locquirec, Plouégat-Guérand és Saint-Jean-du-Doigt községekkel határos.

## Népesség
A település népességének változása:
| Lakosok száma | 910  | 810  | 880  | 912  | 974  | 970  | 947  | 939  | 932  | 966  |
|               | 1968 | 1982 | 1990 | 2006 | 2013 | 2015 | 2017 | 2019 | 2020 | 2022 |